# Kollund (Aabenraa Kommune)
Kollund ist ein am Nordufer der Flensburger Förde gelegener Ort im Süden Dänemarks mit knapp 1000 Einwohnern. Der Ort gehört zur Aabenraa Kommune in der Region Syddanmark. 
Durch den Ort führt die landschaftlich reizvolle Küstenstraße Fjordvejen. An der Straße ist der Lille Strand bzw. Kollund Strand und das Vier-Sterne-Hotel Fakkelgaarden gelegen, untergebracht in der ehemaligen, 1934 erbauten Kollunder Jugendherberge (Kolund Vandrehjem). Auch ein Campingplatz, der Frigård Camping Kollund am  Kummelefort 14 im Osten des Ortes – nicht zu verwechseln mit DCU-Camping Kollund in Kollund Østerskov – ist ein touristisches Standbein dieser Gegend, die auf der Straße rund elf Kilometer von Flensburg entfernt liegt. 
Die Kollunder Kirche wurde 1971 nach Plänen des Architekten Karsten Rønnov errichtet.
Bekanntheit erlangte im Ort der Fähranleger Kollund Mole, an dem bis 1999 Butterdampfer der Fördeschifffahrt hielten. 2010 wurde der Anleger in die Route des „Apfeltörns“ aufgenommen, der vom Museumshafen Flensburg zum alljährlichen Apfelmarkt Mitte Oktober unternommen wird. 
Der Kollunder Wald befand sich von 1883 bis 2006 im Besitz der Stadt Flensburg, also auch nach der Grenzziehung von 1920.
Seit 2010 bildet der Lille Strand den Rahmen für das eintägige Kollund Beach Festival (dt.: Kollunder Beachfestival). Das auf 1000 Gäste begrenzte Musikereignis zeichnet sich durch „familiäres Flair mit maritimen Ambiente“ (Der Nordschleswiger 2014) aus. Das nach Angaben der Flensborg Avis „absolut smukkeste festival“ in Dänemark präsentiert alljährlich Anfang August eine Reihe von dänischen Bands.

## Sehenswürdigkeiten
Zu den Sehenswürdigkeiten des kleinen Ortes gehört neben dem Kollunder Wald auch die Kollund Kirke. Die kleine, moderne Kirche wurde am 2. Mai 1971 eingeweiht. Vom Bereich der Kollund Mole ist die auf der gegenüberliegenden Fördeseite gelegene Marineschule Mürwik zu erblicken.

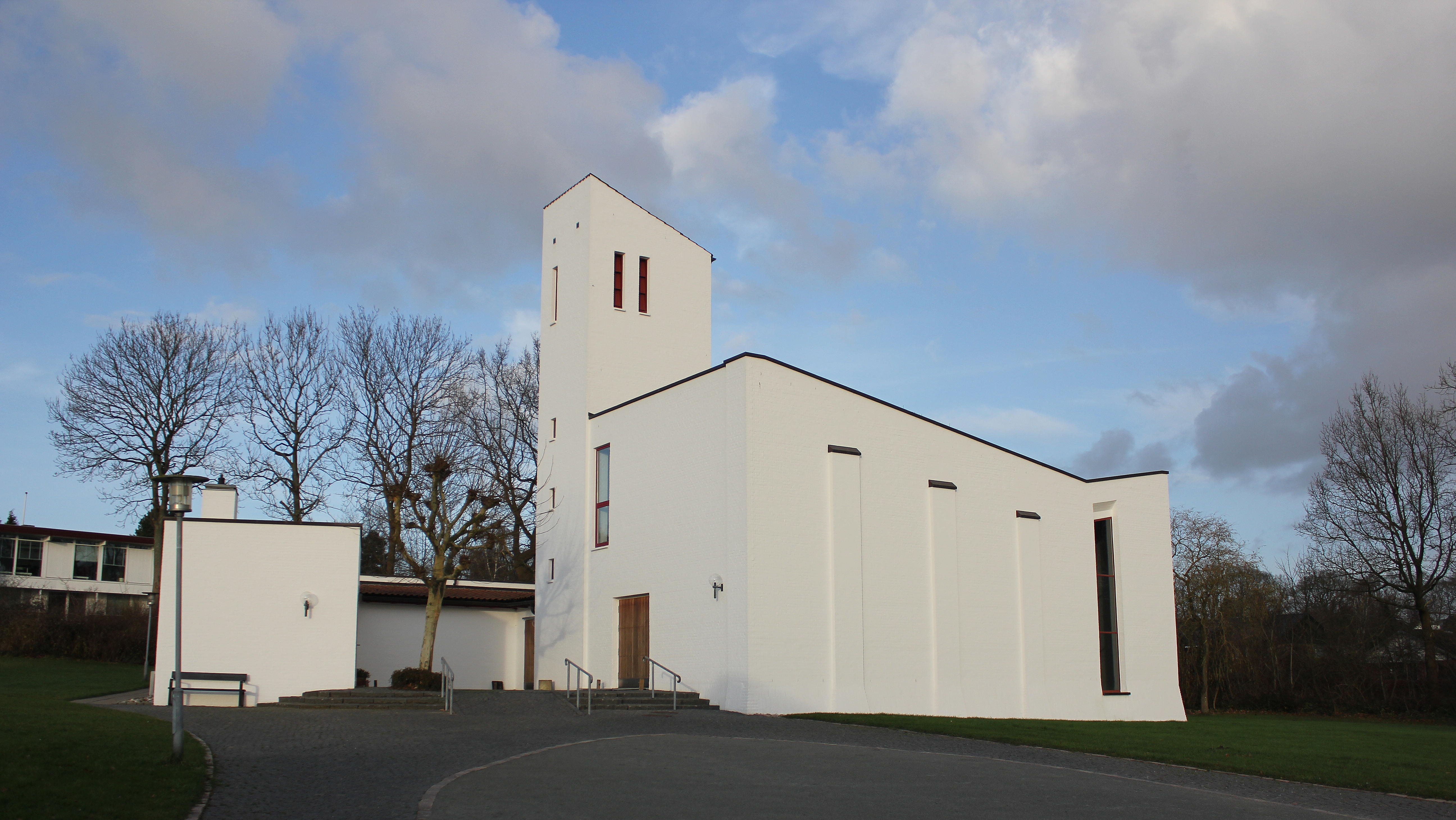
Kollund Kirke von 1971
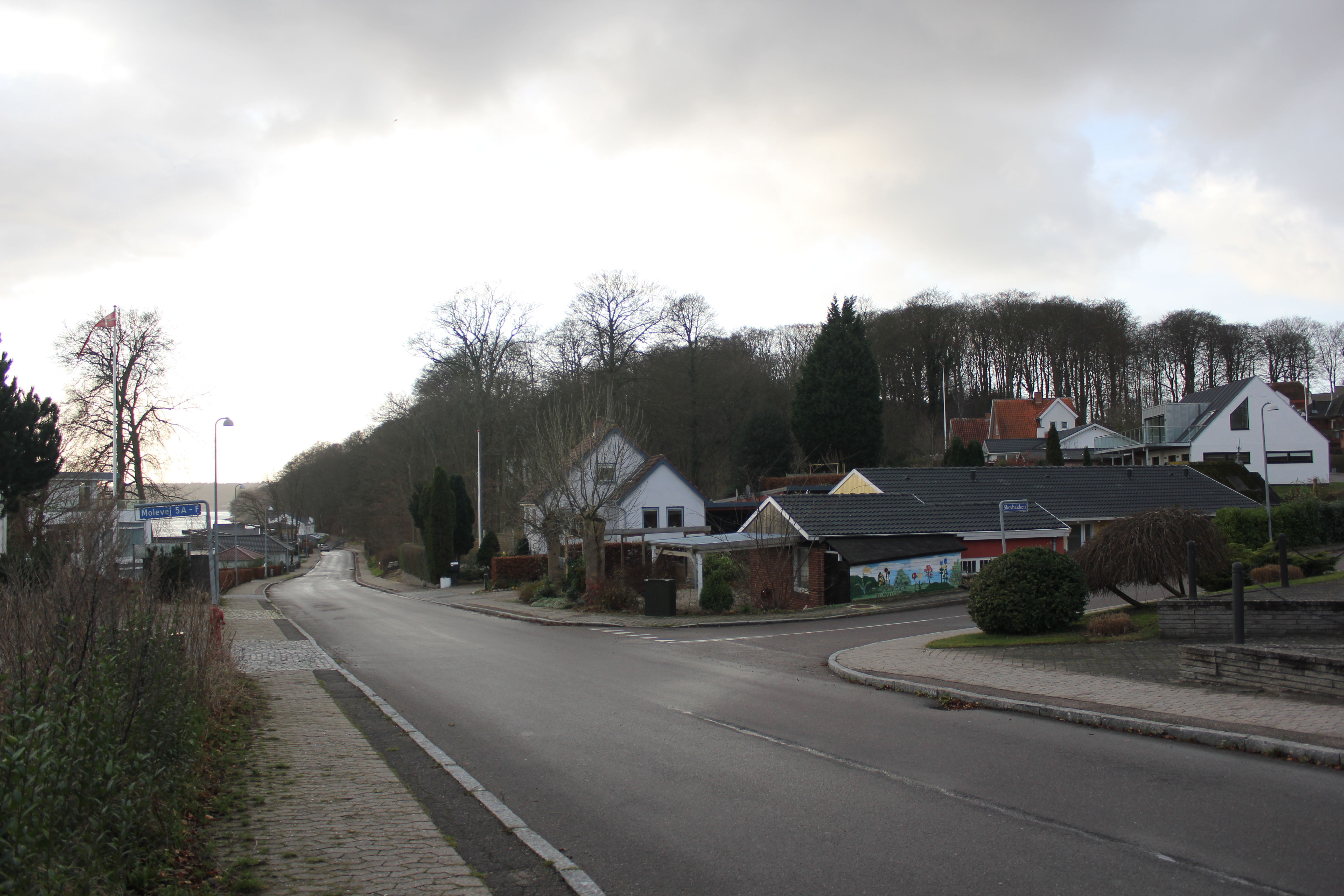
Kollund an der Straße Molevej (2011)
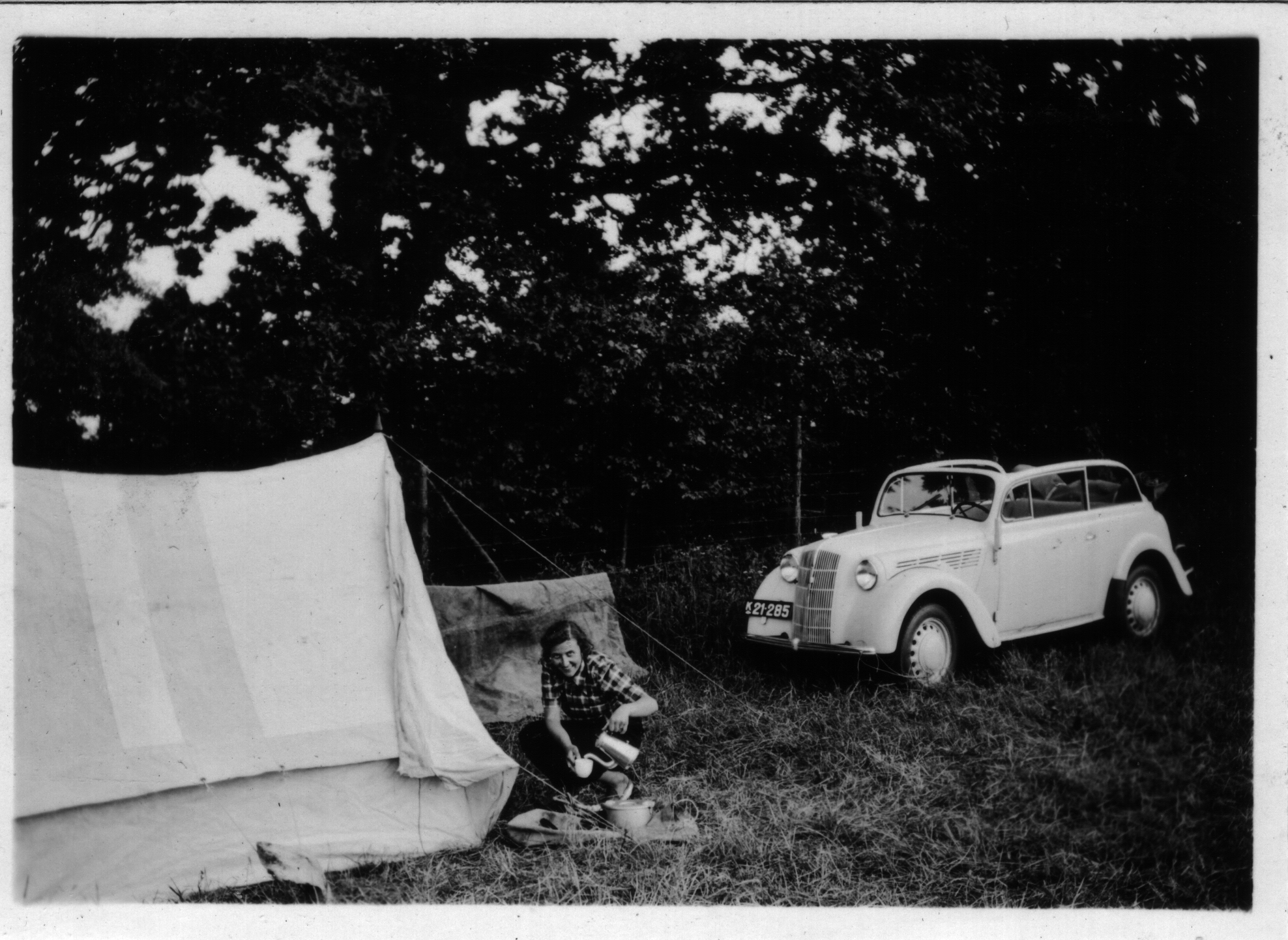
Kollund 1939: Camp des Verkehrsclubs FDM (Forenede Danske Motorejere)
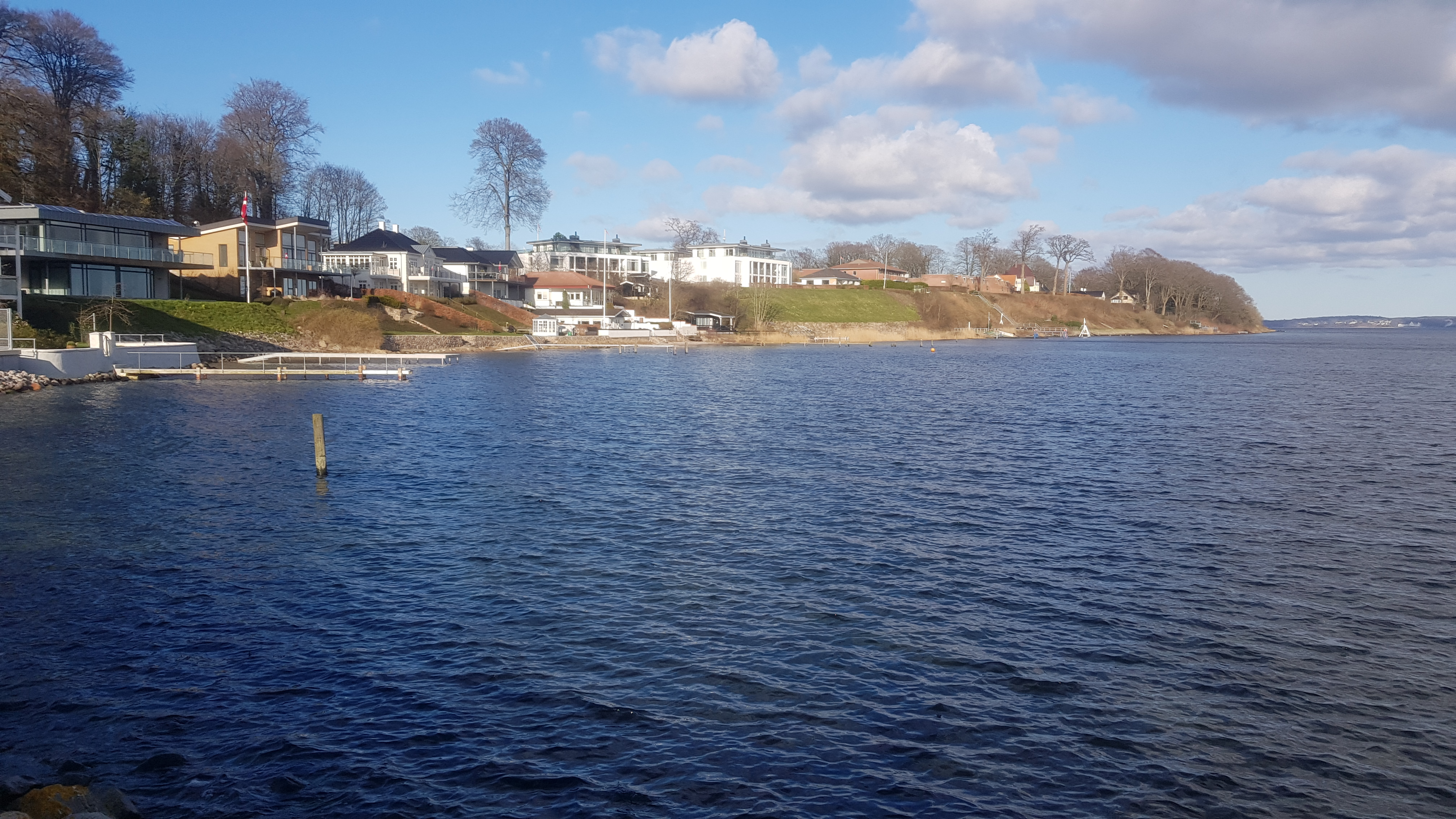
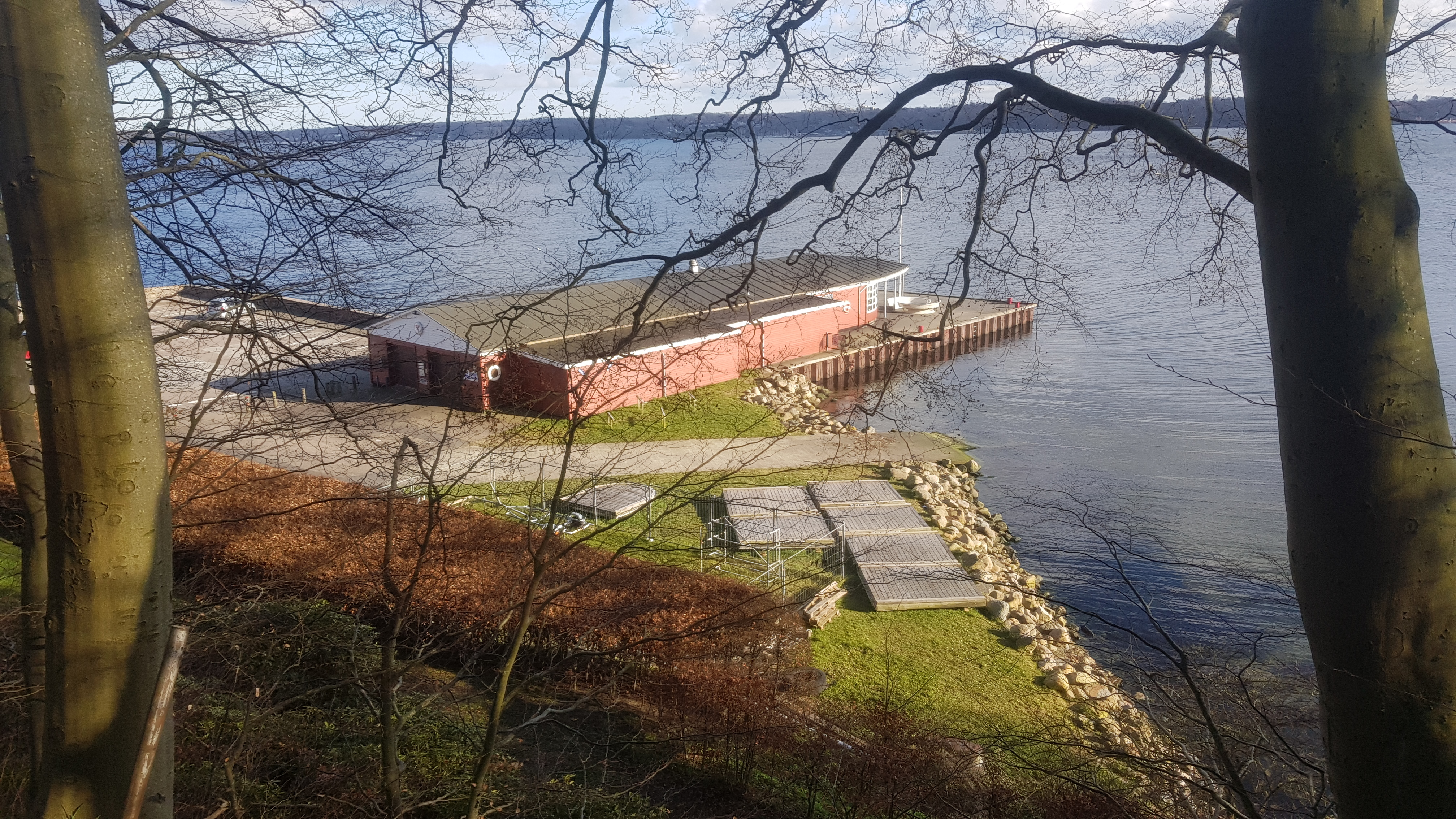

## Verschiedenes
- 1917 fanden in der Mürwiker Torpedostation Dreharbeiten für den Propagandafilm Hein Petersen, vom Schiffsjungen zum Matrosen statt. Im besagten Film wurde direkt nach einer Aufnahme der Marineschule Mürwik, das Kollunder Ufer mit dem Hotel Bad Kollund, einer Kollunder Anlegebrücke sowie einer Kollunder Badestätte montiert (Minute 6:50). Bei diesen Filmaufnahmen dürfte es sich um die ältesten Filmaufnahmen von Kollund handeln.[9]